# Oh! (album de Girls' Generation)
Pour les articles homonymes, voir OH.
Albums de Girls' Generation
Girls' Generation
(2007) Girls' Generation
(2011)
EPs par Girls' Generation
Tell Me Your Wish (Genie)
(2009) Hoot
(2010)
Singles
1. Oh!
Sortie : 25 janvier 2010
2. Run Devil Run
Sortie : 17 mars 2010

Oh! est le second album studio du groupe sud-coréen Girls' Generation. L'album est sorti le 28 janvier 2010 en Corée du Sud. Il arrive 2e au classement Gaon et se vend à 197 934 exemplaires.

## Liste des chansons
| Oh!   | Oh!                                                  | Oh!                          | Oh!                          | Oh!   | Oh! | Oh! | Oh! | Oh! | Oh! |
| No    | Titre                                                | Paroles                      | Musique                      | Durée |     |     |     |     |     |
| ----- | ---------------------------------------------------- | ---------------------------- | ---------------------------- | ----- | --- | --- | --- | --- | --- |
| 1.    | Oh!                                                  | Kim Yeong-hoo, Kim Jeong-bae | Kenzie                       | 3:07  |     |     |     |     |     |
| 2.    | Show! Show! Show!                                    | Kim Bumin                    | Hitchhiker                   | 3:34  |     |     |     |     |     |
| 3.    | 뻔 & Fun (Sweet Talking Baby)                        | Song Jaewon                  | Double J Show                | 3:31  |     |     |     |     |     |
| 4.    | 영원히 너와 꿈꾸고 싶다 (Forever)                    | Kim Jinhwan                  | Kim Jinhwan                  | 4:40  |     |     |     |     |     |
| 5.    | 웃자 (Be Happy)                                      | E-Tribe                      | E-Tribe, J-STA, Gong Hyunsik | 3:31  |     |     |     |     |     |
| 6.    | 화성인 바이러스 (Boys & Girls) (feat. Key de Shinee) | Hwang Chanhee, Jo Eunhee     | Hwang Chanhee, Jo Eunhee     | 3:46  |     |     |     |     |     |
| 7.    | 카라멜 커피 (Talk to Me)                             | Kim Heewon                   | Machan Taylor, Jo Yonghun    | 3:28  |     |     |     |     |     |
| 8.    | 별별별 (☆★☆)                                         | E-Tribe                      | E-Tribe, Go Myungjae         | 4:41  |     |     |     |     |     |
| 9.    | 무조건 해피엔딩 (Stick wit U)                        | Lee Jae Myoung               | Lee Jae Myoung               | 2:49  |     |     |     |     |     |
| 10.   | 좋은 일만 생각하기 (Day by Day)                      | Yoo Young-suk                | Yoo Young-suk                | 4:01  |     |     |     |     |     |
| 11.   | Gee                                                  | E-Tribe                      | E-Tribe                      | 3:20  |     |     |     |     |     |
| 12.   | 소원을 말해봐 (Genie)                                | Yoo Young-jin                | Tell Me Your Wish (Genie)    | 3:50  |     |     |     |     |     |
| 43:40 |                                                      |                              |                              |       |     |     |     |     |     |

Albums de Girls' Generation
Tell Me Your Wish (Genie)
(2009) Hoot
(2010)
Singles
1. Oh!
Sortie : 25 janvier 2010
2. Run Devil Run
Sortie : 17 mars 2010

Run Devil Run est une repackaged album du second album studio du groupe sud-coréen Girls' Generation. L'album est sorti le 24 mars 2010 en Corée du Sud. Il arrive 4e au classement Gaon et se vend à 136 851 exemplaires. Il contient deux nouvelles chansons Run Devil Run et Echo ainsi qu'une version acoustique de Byeol Byeol Byeol (☆★☆).
| Run Devil Run | Run Devil Run                                                                      | Run Devil Run                | Run Devil Run                                 | Run Devil Run | Run Devil Run | Run Devil Run | Run Devil Run | Run Devil Run | Run Devil Run |
| No            | Titre                                                                              | Paroles                      | Musique                                       | Durée         |               |               |               |               |               |
| ------------- | ---------------------------------------------------------------------------------- | ---------------------------- | --------------------------------------------- | ------------- | ------------- | ------------- | ------------- | ------------- | ------------- |
| 1.            | Run Devil Run                                                                      | Hong Ji Yoo                  | Busbee, Alex James, Kalle Engstrom            | 3:21          |               |               |               |               |               |
| 2.            | Oh!                                                                                | Kim Yeong-hoo, Kim Jeong-bae | Kenzie                                        | 3:11          |               |               |               |               |               |
| 3.            | Echo                                                                               | Tae Hun                      | Thomas Troelsen, Mikkel Sigvardt, Lucas Secon | 3:30          |               |               |               |               |               |
| 4.            | Byeol Byeol Byeol (☆★☆)- Acoustic RnB ver. (별별별 (☆★☆)- Acoustic RnB ver.)       | E-Tribe                      | E-Tribe                                       | 4:28          |               |               |               |               |               |
| 5.            | Show! Show! Show!                                                                  | Kim Bumin                    | Hitchhiker                                    | 3:41          |               |               |               |               |               |
| 6.            | Fun & Fun (Sweet Talking Baby) (뻔 & Fun)                                          | Song Jaewon                  | Double J Show                                 | 3:33          |               |               |               |               |               |
| 7.            | Yeongwonhi Neowa Ggumgugo Shipda (Forever) (영원히 너와 꿈꾸고 싶다)               | Kim Jinhwan                  | Kim Jinhwan                                   | 4:32          |               |               |               |               |               |
| 8.            | Geunyang Utja (Be Happy) (웃자)                                                    | E-Tribe                      | E-Tribe, J-STA, Gong Hyunsik                  | 3:33          |               |               |               |               |               |
| 9.            | Hwaseongin Baireoseu (Boys & Girls) (화성인 바이러스 (feat. Key du groupe Shinee)) | Hwang Chanhee, Jo Eunhee     | Hwang Chanhee, Jo Eunhee                      | 3:48          |               |               |               |               |               |
| 10.           | Karamel Keopi (Talk To Me) (카라멜 커피)                                           | Kim Heewon                   | Machan Taylor, Jo Yonghun                     | 3:29          |               |               |               |               |               |
| 11.           | Byeol Byeol Byeol (☆★☆) (별별별)                                                   | E-Tribe                      | E-Tribe, Go Myungjae                          | 4:32          |               |               |               |               |               |
| 12.           | Mujogeon Haepi Ending (Stick Wit U) (무조건 해피엔딩)                              | Lee Jae Myoung               | Lee Jae Myoung                                | 2:49          |               |               |               |               |               |
| 13.           | Joheun Ilman Saenggakhagi (Day by Day) (좋은 일만 생각하기)                        | Yoo Young-suk                | Yoo Young-suk                                 | 3:53          |               |               |               |               |               |
| 14.           | Gee                                                                                | E-Tribe                      | E-Tribe                                       | 3:23          |               |               |               |               |               |
| 15.           | Sowoneul Malhaebwa (Genie) (소원을 말해봐)                                         | Yoo Young-jin                |                                               | 3:52          |               |               |               |               |               |
| 55:40         |                                                                                    |                              |                                               |               |               |               |               |               |               |